# Елінор Ґосс
Елінор Ґосс (англ. Eleanor Goss; 18 листопада 1895 — 6 листопада 1982) — колишня американська тенісистка.
Перемагала на турнірах Великого шолома в парному розряді.

## Фінали турнірів Великого шолома

### Одиночний розряд (1 поразка)
| Результат | Рік  | Турнір                     | Покриття | Суперниця       | Рахунок  |
| --------- | ---- | -------------------------- | -------- | --------------- | -------- |
| Поразка   | 1918 | Національний чемпіонат США | Трава    | Молла Б'юрстедт | 4–6, 3–6 |

### Парний розряд (4–2)
| Результат | Рік  | Турнір                     | Покриття | Партнерка          | Суперниці                       | Рахунок         |
| --------- | ---- | -------------------------- | -------- | ------------------ | ------------------------------- | --------------- |
| Перемога  | 1918 | Національний чемпіонат США | Трава    | Маріон Зіндерштайн | Молла Б'юрстедт Міс. Юган Роґґе | 7–5, 8–6        |
| Перемога  | 1919 | Національний чемпіонат США | Трава    | Маріон Зіндерштайн | Елеонора Сірс Гейзел Готчкісс   | 10–8, 9–7       |
| Перемога  | 1920 | Національний чемпіонат США | Трава    | Маріон Зіндерштайн | Еленор Теннент Гелен Бейкер     | 6–3, 6–1        |
| Поразка   | 1923 | Національний чемпіонат США | Трава    | Гейзел Готчкісс    | Кетлін Маккейн Філліс Ковелл    | 6–2, 2–6, 1–6   |
| Поразка   | 1924 | Національний чемпіонат США | Трава    | Маріон Зіндерштайн | Гейзел Готчкісс Гелен Віллс     | 4–6, 3–6        |
| Перемога  | 1926 | Національний чемпіонат США | Трава    | Елізабет Раян      | Мері Браун Шарлотт Госмер Чепін | 3–6, 6–4, 12–10 |